# Mirabella Eclano
Mirabella Eclano es uno de los 119 municipios o comunas ("comune" en italiano) de la provincia de Avellino, en la región de Campania. Con cerca de 8.237 habitantes, según el censo de 2005, se extiende por un área de 33,92 km², teniendo una densidad de población de 242,84 hab/km². Linda con los municipios de Apice, Bonito, Calvi, Fontanarosa, Grottaminarda, Sant'Angelo all'Esca, Taurasi, Torre Le Nocelle, y Venticano.

## Historia
Los primeros asentamientos humanos en la zona ocupada por la actual Mirabella Eclano se remontan al período neolítico.EL núcleo urbano conocido como Aeclanum es fundado por los Sannitas, aunque rápidamente sufrirá un proceso de romanización.
 En el 89 a. C. durante la llamada guerra Social, en la cual Roma se enfrenta a sus antiguos aliados itálicos, la es arrasada por Sila. Reconstruida y fortificada posteriormente por los romanos, en el siglo II d. C., alcanza el status de colonia romana.
Por su proximidad a la Vía Appia se convierte en ciudad de parada y de transacciones mercantiles. Lo cual la dota de importantes obras públicas y de numerosos monumentos.

Con la expansión del cristianismos se convierte en sede episcopal. El obispo Giuliano de dicha sede fue un fiero opositor de San Agustín.
Durante la época de los lombardos, Eclano quedó incluida dentro del Ducado de Benevento, para ser posteriormente destruida por completo por el ejército bizantino de Constante II en 663. Queda reducida a una pobre aldea llamada Quintodecimo ("a 15 millas de Benevento"). 
En los siglos X-XI el poblado se traslada a la cima de la colina de Mirabella con el nombre de Aquaputida para posteriormente denominarse Mirabella en el siglo XIV.
El 15 de noviembre de 1873 Víctor Manuel II concede a Mirabella Eclano el título de ciudad.

## Demografía
| Gráfica de evolución demográfica de Mirabella Eclano entre 1861 y 2001 |
|                                                                        |
| Fuente ISTAT - elaboración gráfica de Wikipedia                        |

## Evolución demográfica
- Datos: Q55054
- Multimedia: Mirabella Eclano / Q55054

1. ↑  Worldpostalcodes.org, código postal n.º 83036.
2. ↑  «Codici Catastali». Comuni-italiani.it (en italiano). Consultado el 29 de abril de 2017.